# Aag (Kamčatka)
Aag (rusky Ааг) je vyhaslá sopka na Kamčatském poloostrově ve stejnojmenném kraji Ruské federace. Z administrativního hlediska se Aag nachází na území Jelizovského okresu. Hora Aag je připomínána jako místo největšího leteckého neštěstí v historii Kamčatky, k němuž zde došlo v roce 1989.

## Geografie
Aag se svým pobočným vrcholem, vyhaslou sopkou Arik (2166 m n. m.), leží v Pinačevském masívu Avačinsko-Korjacké skupiny sopek, která je součástí Východokamčatského hřbetu. Avačinsko-Korjackou skupinu, vzdálenou od pobřeží Tichého oceánu 25 km, tvoří celkem pět sopek, z nichž dvě jsou činné. Pobočný vrchol Arik vznikl později na základech hlavního masívu Aagu, který byl podle některých teorií součástí kaldery Pinačevského štítového vulkánu.
Sopečný masív s vrcholy Aag a Arik se nachází zhruba 6 km směrem na severozápad od vrcholu Korjacké sopky (3456 m n. m.), která spolu s Avačinskou sopkou tvoří krajinnou dominantu nad správním centrem Kamčatského kraje Petropavlovskem-Kamčatským. Na úpatí Aagu pramení řeky Pinačevskaja a Dremučaja, pod východními svahy Ariku pak řeka Šumnaja. U severovýchodních svahů Aagu v prameništní oblasti místních říček se nacházejí Aagské minerální prameny, které byly objeveny v roce 1962. Prameny se dělí na dvě skupiny – studené s vodou o teplotě 5 až 11 °C a horké, jejichž průměrná teplota je 39 °C.

## Geologie a geomorfologie
Masív Aagu se rozkládá v rámci struktury o kruhovém půdorysu a je tvořen andezitovými pyroklastickými horninami. Jedná se o tři druhy hornin – v dolních partiích nalezneme dacitové sutě, ve střední části pak pyroklastické lávy, které ve vrcholové oblasti přecházejí v lávy andezitové. V oblasti lávových výlevů lze nalézt i kontaktní rohovce. Ve vrcholových partiích Ariku se vyskytují čedičové sloupce, z nichž největší dosahují výšky 40 až 50 metrů.
Aag a jeho pobočný vrchol Arik jsou silně poznamenány erozí a činností ledovců. Nacházejí se zde strmé srázy a hluboké kary. Strmé srázy jsou 200 až 400 metrů hluboké. Většina těchto srázů je na jihozápadních svazích hory, avšak jeden, pokrytý hrubou sutí, se nachází pod vrcholem na severovýchodní straně sopky, což představuje značné nebezpečí při výstupu i sestupu.

## Letecká havárie
Na hoře Aag došlo v roce 1989 k největší letecké katastrofě v historii Kamčatky. Ve čtvrtek 26. října 1989 vzlétl ze sovětské raketové základny Kura v oblasti obce Ključi na severovýchodě Kamčatky stroj An-26 84. zvláštního smíšeného leteckého pluku Raketových vojsk. Cílem letu byl Petropavlovsk-Kamčatskij. Na palubě letadla bylo kromě šestičlenné posádky pod velením kapitána V. N. Judeniče celkem 31 cestujících – vojáků z kurské základny a jejich rodinných příslušníků. Když se stroj přiblížil k letišti Jelizejevo, posádka zahájila sestup z letové výšky 5400 metrů. Vál silný vítr a když se letadlo dostalo do mraků, v důsledku pilotní chyby se stroj odklonil z původní trasy. Přesto letadlo dále klesalo a ve 14.58 místního času narazilo ve výšce kolem 1500 metrů do svahu hory Aag. Letadlo se zcela roztříštilo a všech 37 cestujících a členů posádky na místě zahynulo.